# لینو گوانچاله
لینو گوانچاله (ایتالیایی: Lino Guanciale؛ زادهٔ ۲۱ مهٔ ۱۹۷۹) بازیگر اهل ایتالیا است.
از فیلم‌ها یا برنامه‌های تلویزیونی که وی در آن نقش داشته است، می‌توان به بانو با رخپوش سیاه، تقدیم به رم با عشق و دروازهٔ سرخ اشاره کرد.